# Fimbristylis obtusata
Fimbristylis obtusata là loài thực vật có hoa trong họ Cói. Loài này được (C.B.Clarke) Ridl. mô tả khoa học đầu tiên năm 1925.